# Дашкиев, Николай Александрович
Николай Александрович Дашки́ев (укр. Микола Олександрович Дашкієв; 16 мая 1921, Краснокутск — 23 февраля 1976, Киев) — украинский советский прозаик и поэт, в основном писавший в жанре фантастики. Автор трёх романов (один из которых документальный), а также повестей, рассказов, поэтических произведений.

## Биография
Родился в учительской семье в городке Краснокутск (в настоящее время Харьковская область).
По окончании средней школы поступил на геофизический факультет Ленинградского университета, но не успел закончить учёбу из-за начавшейся войны. Плохое зрение не позволило Николаю попасть в армию сразу, но с февраля 1943 года он участвовал в боевых действиях — как рядовой стрелок, затем как радист и командир отделения связи. Дашкиев участвовал в сражении на Курской дуге, форсировании Днепра в районе Вышгорода, Корсунь-Шевченковской операции, а в дальнейшем воевал в Карпатах, Польше и Чехословакии. Среди его наград — Орден Красной Звезды, медаль «За боевые заслуги» и медаль «За отвагу».
Уже во время войны он начал печататься как поэт; часть стихотворений военного периода впоследствии вошла в его дебютный поэтический сборник «На перевале», увидевший свет в 1948 году.
После войны Николай Дашкиев продолжил обучение в Харьковском педагогическом институте, который окончил в 1948 году по специальности «Физика». В том же году вышел его первый поэтический сборник, а в 1950 году впервые был опубликован его роман «Торжество жизни», рассказывающий о поиске лекарства от рака в недалёком будущем. Впоследствии автор продолжал перерабатывать это произведение почти до конца жизни, по мере того, как современная ему медицина продвигалась вперёд; переработанные издания выходили в 1966 и 1973 году, а в общей сложности роман вышел тиражом 165 тысяч экземпляров. «Торжество жизни» задумывалось изначально как первая часть более крупномасштабного произведения, но эти планы автора так и не осуществились.
Вышедшая в 1957 году повесть Николая Дашкиева «Зубы дракона» получила третью премию Республиканского конкурса на лучшую научно-фантастическую и приключенческую книгу для детей и юношества (на русском языке издана в 1960 году). В повести рассказывалось о борьбе советских и индийских учёных, работающих над новейшими биологическими катализаторами, с английскими шпионами. В 1960 году вышел второй роман Николая Дашкиева — «Гибель Урании». Действие романа развивалось на Земле и на планете Пирейе в системе Двух Солнц, которую противоборство сверхдержав привело к атомной катастрофе. В этом произведении впервые описывалась метеорологическая война. В 50-е годы была также издана повесть «Властелин мира» (сначала на украинском языке тиражом 65 тысяч экземпляров, а потом в двух изданиях на русском языке — вдвое большим тиражом), а в 1967 году вышел сборник фантастических рассказов на украинском языке «Галатея».
В конце 60-х годов Николай Дашкиев, помимо работы над собственными произведениями трудившийся как литконсульт в Харьковском театре музыкальной комедии, переехал в Киев. В этот период его творчества вышли повести «Из бездны прошлого» и «Хрустальные дороги» (последняя была написана по мотивам фантастического романа Дмитрия Бузько «Хрустальный край», созданного в 1930-е годы), а в 1974 году — второй сборник рассказов «Право на риск». Произведения Николая Дашкиева были переведены на многие языки мира, включая английский, французский, немецкий и китайский.
Все послевоенные годы, кроме фантастики, Николай Дашкиев продолжал писать лирику, которая, однако, после первого сборника нигде не издавалась.
С середины 50-х годов Николай Дашкиев в качестве сценариста активно сотрудничал с Киевской студией научно-популярных фильмов, где была снята короткометражка по его рассказу «Встреча с тайфуном».
Работал он также и над переводами — в частности, ему принадлежит перевод на украинский язык и литературная обработка произведений чешского писателя Владимира Бабулы «Сигналы из Вселенной» и «Пульс Вселенной».
Ещё в начале 50-х годов, развивая тематику, затронутую в «Торжестве жизни», он написал на русском языке биографическую повесть «Нехоженой тропой» о советской учёной-биологе Ольге Лепешинской (переведена на украинский язык в 1973—74 годах совместно с его младшим сыном Николаем), а в последние годы жизни работал над биографическим романом «Погубленная песня» об украинском композиторе XVIII века Максиме Березовском.
Рабочий день писателя составлял 14—16 часов, его здоровье рано оказалось подорванным, и он скончался в феврале 1976 года, не дожив до 55 лет. Похоронен на Берковецком кладбище.
Его последний роман увидел свет почти через десять лет после его смерти. Также посмертно, в 1981 году, вышло двухтомное собрание сочинений Николая Дашкиева.

## Произведения

### Романы
- Торжество жизни (1950; на украинском — 1952; переиздания  — 1953, 1966, 1972)
- Гибель Урании (Загибель Уранії, 1960; сокращённое издание — 1968)
- Погубленная песня (Страчена пісня, издан в 1985; переиздание — 1991)

### Повести
- Властелин мира (Володар Всесвіту, 1955; на русском — 1957, 1959)
- Зубы дракона (Зуби дракона, 1957; на русском — 1960)
- Из бездны прошлого (З безодні минулого, 1969)
- Хрустальные дороги (Кришталеві дороги, 1970; переиздание — 1976)
- Нехоженой тропой (Неходженою стежкою, 1973)

### Сборники
- На перевале (На перевалі, поэзия, 1948)
- Галатея (н/ф рассказы, на украинском, 1967)
- Право на риск (н/ф рассказы, на украинском, 1974)